# Can de palleiro (gos)
El Can de Palleiro és una raça de gos pastor d'origen gallec. És una raça autòctona d'Espanya pertanyent a la comunitat autònoma de Galícia.

## Característiques

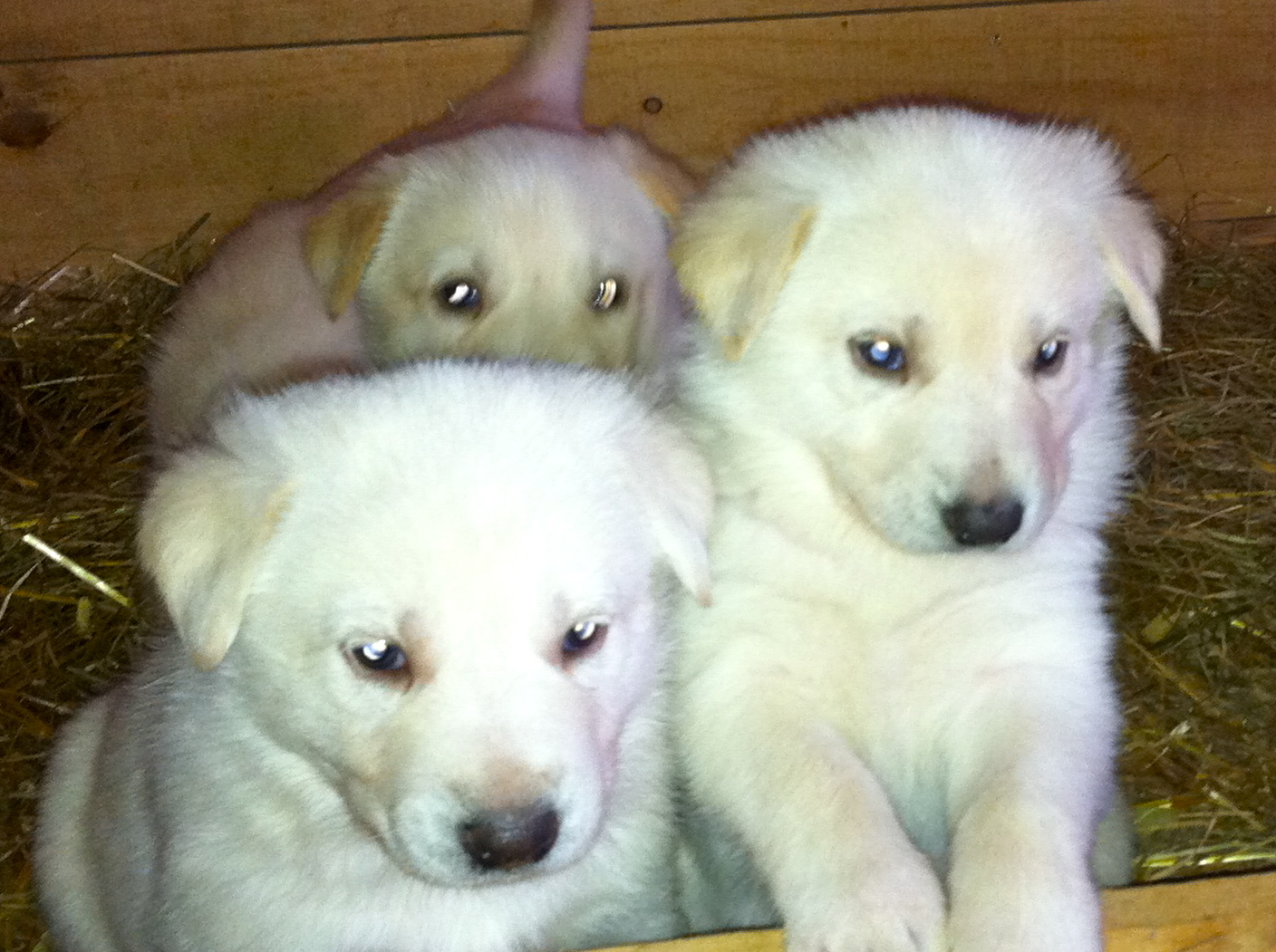
Cadells de Can de Palleiro

Gos pastor i de guarda fidel i multifuncional, tant va amb les vaques guardant-les, com també cuida la casa. Guardià de gran intel·ligència, presenta un caràcter fort i reservat amb els estranys, sent a més valent i mossegador, característiques que el fan un gran col·laborador en la conducció i guarda del bestiar. Amb una gran fidelitat envers el seu amo, amb la gent de la casa es torna dolç i tranquil.
Cal destacar l'estabilitat psíquica i equilibrada d'aquest animal, propi d'un gos pastor, de manera que aquest tret ha de cuidar en extrem, fomentant la selecció d'exemplars equilibrats i prou socialitzats.
Mesura aproximadament uns 60cm i pesa al voltant de 30 kg. El seu cap, de forma piramidal, té les orelles col·locades als costats i de punta. Les seves potes són fortes el que el fa ser un gos molt atlètic.
El seu pèl pot ser des de colors clars, com el sorra, canyella ... fins al negre.

## Caràcter
Gos possessiu i acurat de si mateix i dels qui conviuen amb ell, borda als estranys i defensa el seu territori com un bon gos lupoide, és ideal per conviure amb famílies nombroses i amb nens, ja que no permetrà que corrin cap risc, ideal per al camp i no per a les ciutats.